# Иван
Вижте пояснителната страница за други значения на Иван.
Ива̀н (от иврит: Божа благодат) е славянска форма на името Йоан.

## Произход и значение
Името Йоан произхожда от ивритското Johanan, което означава „богопомазан“. Това е името на двама от най-важните герои в Новия Завет: Йоан Кръстител и апостол Йоан, брат на апостол Яков, за когото се счита, че е автор на едно от четирите свети Евангелия. Йоан е най-популярното мъжко име в християнския свят, носено (в различните си варианти) от 23 папи и монарси на Унгария, Полша, Португалия, Франция, Русия, България и други.
Името идва от еврейското име יוחנן (Йоáнан), което е съкратена форма на еврейското име יהוחנן (Йехóанан). Според The American Heritage Dictionary of the English Language, Fourth Edition името означава „Яхве е милостив“. Според Strong's Concordance – „Яхве се смили“. С разпространение на християнството името преминава в различните езици, като приема различни форми.
Диалектни форми на Иван са Ванко (Ванчо), Йон, Йован.

## Разпространение в България
В средновековна България това име се среща само под формата „Йоан“. „Иван“ е транскрипция на Йоан, произхождаща от източнославянските езици. В България започва да се налага през епохата на Възраждането, като постепенно печели по-голяма популярност от формата „Йоан“.
Към края на 2009 г. Иван е второто по разпространеност мъжко име в България след Георги, носено от около 176 000 души (4,78% от мъжете). То е и четвъртото най-често използвано мъжко име за родените през 2007 – 2009 година (2,54%). Позициите са същите и през 2012 година (171 000 души или 4,7% от мъжете; 765 момчета в периода януари – ноември 2012).

## Етимология в езиците
- Библейски еврейски (начална форма) יהוחנן (Йехоанан)
- Библейски еврейски יוחנן (Йоанан)
- иврит שון (Шонан)
- Албански език Gjon (Гйон)
- Английски език John (Джон), Johnny (Джони), Jack (Джак), Jacky (Джаки), Jane (Джени), Joan (Джоан), Jean (Джейн), Janet (Джанет), Evan (Евън) Shawn (Шон)
- Арабски език يحيى (Яхия), وحنا (Юханна)
- Български език Иван галено (Ванко), Иванчо, Иво, Йоан, Иванка, Йоана, Калоян, Ивана, Иванка, Яни, Ян, Яне, Янко, жен. Яна
- Галисийски език Xoán (Хуан)
- Гръцки език Ιωάννης (Йоанис), Ιωάννα (Йоана), Γιάννης (Янис), Γιάννος (Янос), Γιάννα (Яна)
- Датски език Jan (Ян)
- Ирландски език Seán (Шон), Sinéad (Шинейд), Eóin (Йоин, Оуен), Siobhán (Шивон)
- Исландски език Jón (Йон)
- Испански език Juan (Хуан), Juana (Хуана), Juanita (Хуанита), Ivan (Иван)
- Италиански език Giovanni (Джовани), Gianni (Джани), Gian (Джан), Giovanna (Джована), Gianna (Джана)
- Каталунски език Joan (Джоан), Jan (Ян), Joana (Джоана)
- Келтски език Ián (Иън), Iáin (Яин)
- Китайски мандарин Юехан
- Латински език Ioannes, Ioanna, Joannes, Joanna
- Латвийски език Janis (Янис)
- Литовски език Jonas (Йонас)
- Немски език Johannes (Йоханес), Johann (Йохан), Joann (Йоан), Johanna (Йохана), Joanna (Йоана), Hans (Ханс), Jan (Ян)
- Полски език Jan (Ян), Janusz (Януш), Janina (Янина), Joanna (Йоана)
- Португалски João (Жоао), Joana (Жоана)
- Румънски език Iancu (Янчу), Ioan (Йоан), Ion (Йон), Nelu (Нелу), Ionel (Йонел), Ionuţ (Йонуц), Oana (Оана)
- Руски език Иван, Ивана
- Словашки език Ján (Ян), Ivan (Иван), Ivana (Ивана)
- Словенски език Janez (Янез)
- Сръбски език Jovan (Йован), Jovana (Йована)
- Тайвански език Iok-hān (Йок-хан – протестанти), Jio̍k-bōng (Йок-бьонг – католици)
- Турски език Yahya (Яхия)
- Уелски език Ieuan (Юън), Evan (Ивън), Jone (Йони), Shone (Шон)
- Украински език Iван (Иван), Iвась (Ивас), Iвасик, (Ивасик), Iвана (Ивана)
- Унгарски език Ján (Ян), János (Янош), Jani (Яни)
- Френски език Jean (Жан), Jeanne (Жана), Jeannette (Жанет)
- Холандски език Jan (Ян)
- Хърватски език Ivan (Иван), Ivana (Ивана)
- Чешки език Jan (Ян), Jana (Яна)
- Шведски език Jan (Ян)
- Японски език ヨハネ (Йохане)

## Еволюция на иметоИван
- Библейски иврит יהוחנן Yəhôḥānān (Йехоанан)
  - Библейски иврит יוחנן Yôḥānān (Йоанан)
    - Амхарски език ዮሐንስ (Йоханнис, Yoḥännǝs)
    - Арабски език يحيى (Яхия), يوحنا (Юхана)
      - Турски език Yahya

    - Старозаветен английски език Johanan (Йоханан)
    - Гръцки език Ιωαννης (Йоанис), Iōhannēs (Йоханес), Iōannēs (Йоанес), жен. Ιωαννα (Йоана)
      - Съвременен гръцки Γιαννης (Янис), Γιαννη (Яни), Γιαννος (Янос), галено Γιαννακης (Янакис), жен. Γιαννα (Яна), жен. галено Γιαννουλα (Янула)
        - Български език Иван Иво, Яни, Янко, жен. Ива, Ивана, Яна
        - Латински език Ioannes (Йоан), Joannes (Йоан), жен. Ioanna (Йоана), Joanna (Йоана)
        - Албански език Gjon (Гьон)
        - Каталонски език Joan (Хуан), diminutive Jan (Ян), жен. Joana (Хуана)
        - Корнски език Jehan, Jowan, Jowann
        - Галисийски език Xoán (Хуан)
        - Германски език Johannes (Йоханес), Johann (Йохан), Joann (Йоан), жен. Johanna (Йохана), Joanna (Йоана)
          - Чешки език Jan (Ян), галено Яничек), жен. Jana (Яна), галено Janička (Яничка)
          - Датски език/Холандски език/Шведски език Jan (Ян), Jonny
          - Естонски език Jaan, Jaak
          - Английски език John (Джон), галено Johnny (Джони), Jack (Джак), Jacky (Джаки)
          - Есперанто Johano
          - Френски език Jean (Жан), жен. Jeanne (Жана), галено Jeannette (Жанет)
            - Английски език жен. Jan, Jane (Джейн), Joan, Jean, галено Janet
            - Ирландски език жен. Seán, галено Jeanne, Sinéad, Jeannette, Siobhán
              - Английски език Shawn (Шон), Shaun (Шон), Chaun (Шон), жен. Shawna (Шона), Shauna (Шона), Chauna (Шона)
                - Иврит שון (Шон)

          - Немски език Jan, Johann, Johannes, галено Hans, жен. Johanna
          - Германски език галено Hans
            - Чешки език разговорно Honza

          - Унгарски език János, галено Jani, Jancsi или слагайки надставка ka (примерно Janika)
          - Исландски език Jóhannes, галено Jóhann, Jón, Jens, Hannes, Hans, жен. Jóhanna, Jensína, галено Jóna, Hansína
          - Индонезийски език Yohanes
          - Ирландски език Eóin
          - Галски език Ián, Iáin
          - Латвийски език Jānis
          - Литовски език Jonas
          - Полски език Jan
            - Полски език галено Janek, Jasiek, Jasio

          - Румънски език Iancu
          - Словашки език Ján
          - Словенски език Janez

        - Италиански език Giovanni, Gianni, Nanni, Nino жен. Giovanna, Gianna, Vanna, Nina
        - Японски език ヨハネ (Йохане)
        - Корейски език 요한(Йохан), 요환(Йохван)
        - Китайски мандарин Yuēhàn (Юехан)
        - Тайвански език Iok-hān (Протестантско), Jio̍k-bōng (Католическо)
        - Португалски език João, жен. Joana
        - Испански език Juan, жен. Juana, галено Juanita
        - Уелски език Ieuan, Evan, Jone, Shone, Ioan

      - Старославянски език Ιωан (Йоан), жен. Ioana (Йоана)
        - Беларуски език Ян, Янка и Іван
        - Български език Йоан, Иво; жен. Йоана, Ива
        - Хърватски език Ivan, Ivo, Ivica, жен. Ivana, Vanja (едновременно мъжко и женско име)
        - Полски език Jan, жен. Janina, Joanna
        - Румънски език Ion, Ioan, галено Ionel, Ionuţ, Nelu, Ionică жен. Ioana, галено Oana
        - Руски език Иван, галено Ваня, жен. Ивана
          - Английски език Ewan (фамилно име)
          - Испански език/Португалски език/Италиански език/Английски език Ivan, Iván, жен. Ivana
          - Испански език Ibañez(Фамилно име, синът на Джон / Иван)

        - Сръбски език Ivan, жен. Ivana, Vanja (едновременно мъжко и женско име)
        - Словашки език Ivan, жен. Ivana, Ivanka
        - Словенски език Ivan, жен. Ivana, Vanja (едновременно мъжко и женско име)
        - Украински език Іван, галено Івась, Івасик, жен. Іванна

      - Сръбски език Jovan, жен. Jovana

    - Иврит Yoḥanan
      - Израелски иврит Yochanan

## Празнуване
В България се празнува на Ивановден, 7 януари (Св. Йоан Кръстител, Св. Йоан Предтеча). Римокатолическата църква празнува на 24 юни.